# Кубки (масть)

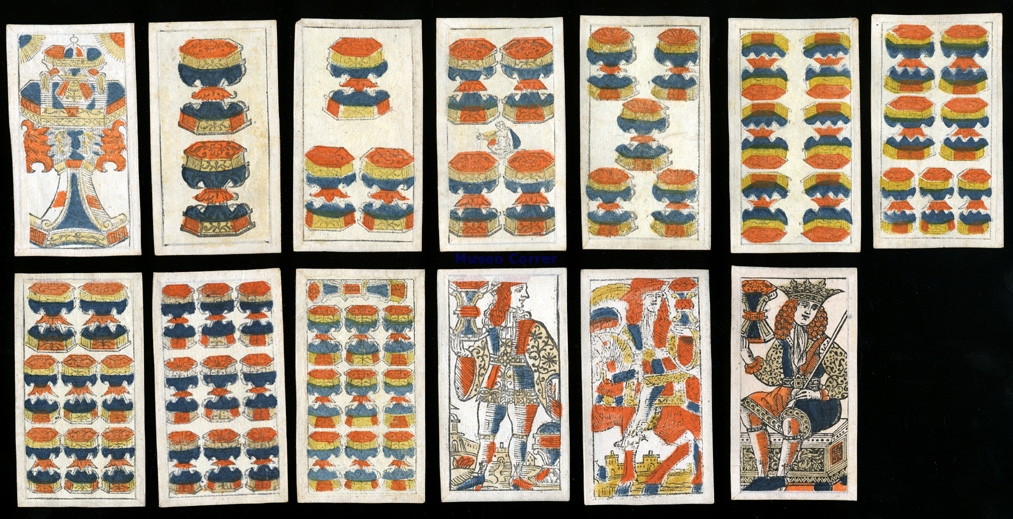
Масть кубков в венецианской колоде XVIII века

Кубки — одна из четырёх мастей в итало-испанской колоде.

## Аналоги в других колодах
- В немецкой колоде: сердца
- Во французской колоде: червы
- В швейцарской колоде: розы

## Галерея
Варианты изображения масти:

Итальянский
Испанский
Французский

## В карточных играх
Семёрка кубков ― одна из самых ценных карт в итальянской национальной игре скопа.